# 양원군 (성종)
양원군 이희(楊原君 李憘, 1491년 ~ 1551년 5월 12일)은 조선의 왕족으로, 조선 제9대 성종의 16남이자 서14남으로 막내아들이다. 어머니는 숙의 홍씨이다. 자(字)는 흔보(欣甫)이며, 시호는 정혜(貞惠)다.

## 생애
조선 제9대 성종의 16남이자 서14남으로 막내아들이다. 생모는 숙의 홍씨(淑儀 洪氏)이다.
충의위(忠義衛) 증 찬성(贈贊成) 조경(趙經)의 딸과 혼인했으나 1517년 사별했다. 1535년에는 시녀(侍女)를 강제로 범한 것이 문제가 되어 사헌부와 사간원 등에서 죄를 물었는데 중종은 엄벌을 내리지 않고 파직만 시켰으며 얼마 안 있어 직첩을 돌려주었다.
계부인으로 양근군부인 문화 류씨(楊根郡夫人 文化柳氏), 첩부인 양첩 학정(鶴貞) 등 있다.
정국원종일등공신(靖國原從一等功臣)이 되었다.

## 가족관계
- 부: 조선 제 9대 성종(成宗)
- 모: 숙의 홍씨(淑儀 洪氏)
  - 누나 : 혜숙옹주 수란(惠淑翁主 秀蘭)
  - 형 : 완원군 수(完原君 㥞)
  - 형 : 회산군 념(檜山君 恬)
  - 형 : 견성군 돈(甄城君 惇)
  - 누나 : 정순옹주(靜順翁主)
  - 형 : 익양군 회(益陽君 懷)
  - 형 : 경명군 침(景明君 忱)
  - 형 : 운천군 인(雲川君 𪬦)
  - 동생 : 정숙옹주 여란(靜淑翁主 如蘭)
- 정부인 : 문천군부인 풍양 조씨(文川郡夫人 豊壤趙氏, ? ~ 1517년 12월 14일) - 충의위(忠義衛) 증(贈) 좌찬성(左贊成) 조경(趙經)의 딸
- 계부인 : 양근군부인 문화 유씨(楊根郡夫人 文化柳氏, ? ~ 1527년 6월 4일) - 사복정(司僕正) 증(贈) 우찬성(右贊成) 유종손(柳終孫)의 딸
  - 장남 : 함녕군 수선(咸寧君 壽璿, 1524년 3월 24일 ~ 1579년 1월 12일)
  - 며느리 : 파평 윤씨 - 첨지(僉使) 증(贈) 참판(參判) 윤현(尹俔)의 딸
  - 며느리 : 안동 권씨 - 감사(監司) 권덕여(權德輿)의 딸 
    - 손녀
    - 양손자 : 영천군 정(靈川君 侹, 1550 ~ ?) → 경명군의 손자이자 그의 차남인 안남군 수련(安南君 壽鍊)의 3남
- 양첩 : 미상
  - 서차남 : 연성부정 옥정(蓮城副正 玉精, ? ~ ?)
  - 서며느리 : 판서(判書) 안윤덕(安潤德)의 딸 
    - 서손녀 : 이도치(李都致, 1539 ~ ?)
    - 서손자 : 의창부수 숙(義昌副守 淑, 1550 ~ ?)

  - 서장녀 : 전주 이씨
  - 서사위 : 성주 이씨(星州 李氏) 현령(縣令) 이완(李完)
    - 서외손자 : 이숭선(李崇善, 1573 ~ ?)
    - 서외손자 : 이항선(李恒善)
    - 서외손녀 : 진주 류씨 류홍서(柳弘緖)에게 출가
    - 서외손녀 : 덕수 이씨 첨지(僉知) 증 찬성(贈 贊成) 이안인(李安認)에게 출가
    - 서외손녀 : 이예온(李禮溫, 1578 ~ ?)

  - 서차녀 : 이명복(李命福)
  - 서사위 : 광산 김씨(廣山 金氏) 군수(郡守) 김복휘(金復輝)
    - 서외손녀 : 김임생(金壬生, 1562 ~ ?)
    - 서외손자 : 김태생(金泰生, 1563 ~ ?)
    - 서외손자 : 김경생(金慶生, 1567 ~ ?)

  - 서삼녀 : 이말종(李唜終)
  - 서사위 : 파평 윤씨(坡平尹氏) 봉사(奉事) 윤황(尹滉)
    - 서외손자 : 윤세형(尹世衡, 1564 ~ ?)

- 양첩 : 학정(鶴貞)
  - 서삼남 : 화령군 옥명(花寧君 玉命, 1538 ~ ?)
  - 서며느리 : 참판(參判) 김광진(金光軫)의 딸
  - 서며느리(양첩) : 빙이(氷伊)
    - 서손자 : 무창군 효생(武昌君 孝生, 1562 ~ ?)

  - 서며느리(양첩) : 현옥(賢玉)
    - 서손자 : 익창부수 충생(益昌副守 忠生, 1588 ~ ?)

  - 서며느리(양첩) : 옥이(玉伊) 
    - 서손녀 : 이정생(李貞生, 1590 ~ ?)
    - 서손녀 : 이예생(李禮生, 1591 ~ ?)
    - 서손녀 : 이응생(李應生, 1595 ~ ?)
    - 서손녀 : 이순생(李順生, 1601 ~ ?)

  - 서며느리(양첩) : 현옥(玄玉) 
    - 서손자 : 평창군 만수(平昌君 萬壽, 1598 ~ ?)

- 양첩 : 미상
  - 서사남 : 강양수 옥호(江陽守 玉糊, 1520년 6월 22일 ~ 1578년 3월 27일)
  - 서며느리 : 첨지(僉知) 김승석(李承碩)의 딸 
    - 서손녀 : 이덕복(李德福, 1547 ~ ?)
    - 서손녀 : 이애복(李愛福, 1552 ~ ?)
    - 서손자 : 낙창령 인서(洛昌令 麟瑞, 1555 ~ ?)
- 첩 : 노비(이름 미상)
  - 서사녀 : 전주 이씨
  - 서사위 : 단양 우씨(丹陽禹氏) 찰방(察訪) 우승경(禹承慶)
    - 서외손자 : 첨정(僉正) 우정(禹銓, 1596 ~ ?)

  - 서육녀 : 전주 이씨
  - 서사위 : 전의 이씨(全義李氏) 참봉(參奉) 이대윤(李大胤)
  - 서칠녀 : 전주 이씨
  - 서사위 : 영산 신씨(靈山辛氏) 현감(縣監) 신현(辛鉉)
    - 서외손자 : 신종괄(辛宗适)

  - 서팔녀 : 이춘종(李春終, 1540년 ~ ?)
  - 서사위 : 남원 양씨(南原梁氏) 현감(縣監) 양훈(梁訓)
    - 서외손자 : 사과(司果) 양응해(梁應海)
    - 서외손자 : 양응사(梁應泗, 1566 ~ ?)
    - 서외손자 : 사과(司果) 양응호(梁應湖)
- 첩 : 미상
  - 서오녀 : 전주 이씨
  - 서사위 : 창원 황씨(昌原 黃氏)봉사(奉事) 황수천(黃壽千)